# Москва 2042 (роман, 1986)
«Москва 2042» — сатиричний роман-антиутопія російського письменника Володимира Войновича, написаний 1986 року.
Автор зобразив комуністичну Москву майбутнього, на словах цілком відповідну суспільству комунізму-переможця, проте, з розвитком сюжету книги стає зрозумілим, що ці очікування так і залишилися утопією.

## Сюжет
Головний герой роману — письменник-дисидент Віталій Микитович Карцев, прототипом якого є сам Войнович (оповідання ведеться від першої особи): колишній член Спілки письменників, за свою дисидентську діяльність позбавлений партійного квитка, а згодом і радянського громадянства, видворений з країни в Західну Німеччину (ФРН).
У розмові за кухлем пива зі своїм німецьким приятелем Руді Карцев дізнається, що мюнхенське турагентство надає незвичайну послугу: можливість відправитися в подорож у часі на спеціальному надсвітловому космоплані — машині часу. Письменник вирішує відправитися в Москву майбутнього, щоб дізнатися, що ж стало з Радянським Союзом, а один американський журнал зголошується спонсорувати цю поїздку вартістю майже 2 мільйони доларів за докладний репортаж про подорож. У Москві 2042 Карцева зустрічають як національного героя: його ставлять в один ряд з видатними письменниками минулого з присвоєнням звання Класик, урочисто готуються до проведення його 100-річного ювілею, до масового видання готується його книга.
Від важливих осіб, що його зустрічали, письменник дізнається, що в Москві вперше в історії побудований «справжнісінький комунізм» в одному окремо взятому місті. Перша в світі «Московська Комуністична Республіка» («Москореп») існує в межах Великої Москви і оточена трьома т.зв. «Кільцями ворожості», якими названі відповідно розбита на «синівські республіки» решта території країни, братські соцкраїни і інший капіталістичний світ. При цьому сам Москореп також ділиться на три «кільця комунізму» (іменовані на комунянскому жаргоні як «каки»), де зосереджені комуняни відповідно підвищених потреб, загальних потреб і самозабезпечення потреб (останнім дозволяється заповнювати незадоволені потреби в їжі за рахунок вирощування на балконах овочів та дрібної худоби). Від решти території країни, де залишився соціалістичний лад, Москореп відділений шестиметровою огорожею з колючим дротом і автоматичними стрілецькими установками.
Однак дуже скоро з'ясовується, що комунізм, побудований в Москорепі, зовсім не такий, яким його передбачали в минулому, більше того, не дивлячись на те що нинішній вождь країни — Геніаліссімуса (об'єднання звань Генералісимуса, Генерального секретаря ЦК КПГБ і Генія) — прийшов до влади в результаті «змови молодих розгніваних генералів КДБ» та Великої Серпневої комуністичної революції, а члени Верховного П'ятикутника відкрито лають пороки розвиненого соціалізму (і звалюють свої «тимчасові труднощі» на важку спадщину «культистів, волюнтаристів, коррупціоністів і реформістів»), московському комунізму притаманні, причому часто доведені до абсурду та гротеску подібно «військовому комунізму» в революційній Росії і казармено-аграрному «комунізму» в Демократичній Кампучії «червоних кхмерів», всі ті недоліки, які були і при соціалізмі: нерівність громадян, номенклатурна привілейованість окремих верств населення, геронтократія, культ особистості Геніаліссімуса, забюрократизованість, мілітаризованість, доносительство, політична цензура і самоцензура, хоча існують елементи імітаційної демократії і свободи, наприклад, у вигляді «вільних» виступів у «меобскопах» (місця громадського скупчення) і в подобі інтернету (у якому все написане не буде опубліковано — виходять від комп'ютерів лінії закінчується заглушками), у вигляді державного публічного будинку імені Н. К. Крупської і пересувних пунктів секс-послуг і т.д. При цьому, не кажучи вже про те, що знаходиться за межею виживання решті території країни, навіть московське комуністичне суспільство виявляється неймовірно здичавілим і бідним навіть у порівнянні зі знайомими Карцеву радянськими реаліями: Москва в чому перебудована і примітивна, які вчинили злочини, хворі, які не склали іспити коммуняни висилаються в перше кільце ворожості, шлюби дозволяються на чотириріччя тільки за поданням влади і завершуються в 50 років, для економії газети друкуються на рулонах туалетного паперу, громадяни влітку носять короткі штани та спідниці в цілях економії тканини, а в офісах працюють голими по пояс для меншого зношування одягу, вони стрижуться наголо і здають волосся, харчуються «первинним продуктом» (сурогати з брукви, лободи, рибного борошна і т. ін.) в «прекомпітах» (підприємства комуністичного харчування з колишніх їдалень), а промтовари отримують в «пукомрасах» (пункти комуністичного розподілу за місцем роботи) «в межах повного задоволення» за талонами, які видаються за обов'язкову здачу «вторинного продукту» (нечистоти — екскременти, що експортуються Радянським Союзом на Захід як біопаливо замість розтрачених нафти і газу) в «кабесотах» (кабінети природних функцій). «Але чи добре сміятися над жебраками?» — Строго запитує у Карцева сам заступник Геніаліссімуса по БЕЗ (тобто по держбезпеки).
Сталося повне зрощення партії і спецслужб, і сама партія називається «КПГБ» — Комуністична партія державної безпеки. Всі сфери діяльності мобілізовані і воєнізовані - існують літературна, виховна та інші служби з системою військових звань, як транспорт часто використовуються бронетранспортери і т.д. Всім коммунянам в обов'язковому порядку з дитинства і далі в «предкомобах» (підприємства комуністичного навчання) прищеплюється любов до Геніаліссімуса, його творінь, ідеям і заслугам (в т.ч. в якоїсь Великої Бурят-Монгольської війні), проте сам Голова Верховного П'ятикутника, Верховний Головнокомандувач, Генеральний секретар ЦК КПГБ, Голова КДБ і Патріарх Всієї Русі Геніаліссімуса (який колись мав ім'я Олексій Букашев, що не згадується нині, і який виявився однокласником Карцева) насправді не володіє такою великою владою, як може здатися на перший погляд — від його імені правлять його колишні соратники по Серпневій революції з Редакційної Комісії, Верховного П'ятикутника і БЕЗ, а Геніаліссімус давно відійшов від справ і зараз живе на своєму космічному кораблі, на якому раніше здійснював нескінченні інспекційні поїздки по країні. Москорепом і країною фактично управляють інші члени Верховного П'ятикутника — Голова Редакційної Комісії Горизонт Тимофійович Разін, перший заступник Геніаліссімуса по БЕЗ, Головний Маршал Москорепа (також пятіжди Герой Москорепа, Герой Комуністичного праці) Берій Ілліч Дорослий (алюзії на Берія і Брежнєва), Главкомпіс (головний комуністичний письменник, голова Творчого П'ятикутника, генерал-лейтенант літературної служби комуну Іванович смерчі (алюзія на СМЕРШ), перший заступник Главкомпіса по БЕЗ, генерал-майор БЕЗ Дзержинський Гаврилович Сіромахін (алюзія на Дзержинського), перший заступник Главкомпіса по політичному вихованню та пропаганді, генерал-майор політичної служби Пропаганда Парамоновна Коровяк, перший заступник Главкомпіса з духовного окормлення, генерал-майор релігійної служби Батько Звездоня. У новій системі виявилася затребуваною церква, яка отримала всі блага в обмін на одну тільки «дрібницю» — відмовитися від Бога і замінити його на Геніаліссімуса. При цьому державно-релігійна система базується на П'ятиєдинстві народності, партійності, релігійності, пильності і держбезпеки, серед комунян існують обряди привітання «Слава Геніаліссімусу» і перезвездення (замість перехреститися раніше), Священне писання виявляється нібито творінням Геніаліссімуса, у фактично очолюваної Отцем Звездонієм нової комуністичної церкви також існують військові звання, а Маркс, Енгельс, Ленін канонізовані і разом з «першим комуністом» Христом і Геніаліссімусом повсюдно славляться.
Виявляється, однак, що більшість жителів Москорепа, висловлюючи повагу і любов до законів комуністичної республіки, насправді в душі ненавидять комунізм і є прихованими «сімітами» — шанувальниками письменника Сіма Сімич Карнавалова (алюзія на Солженіцина) — письменника-дисидента, сучасника автора, прихильника монархії і противника комунізму, який ще в минулому столітті був насильно викинутий з літака, висланий з Радянського Союзу і, проживаючи на Заході, погодився на експеримент американського вченого з кріозаморожування живих істот, щоб через 60 років «воскреснути» і повернутися до Росії для встановлення там монархічної форми правління. У фіналі після повстання комунян та урочистого вступу до Москви на білому коні розмороженого на Заході Карнавалова фактично відбувається просто заміна однієї форми диктатури і культу особи на іншу (на це вказує діалог автора з колишнім генералом безпеки, який, змінивши ім'я з Дзержина Гавриловича в Дружина Гавриловича, залишився при своїх обов'язках і пояснює, що такі як він завжди будуть затребувані, оскільки комусь треба охороняти завоювання будь-яких революцій). Країна оголошується не менше жорстко централізованою, єдиною і неподільною Імперією, що включає також східноєвропейські соцкраїни (Польщу, Румунію і Болгарію); замість поділу на республіки адміністративними одиницями Імперії стають губернії. З указів новоспеченого Імператора і Царя Серафима також можна скласти уявлення про запанування в країні ретроградної середньовічної феодальної автократії з живою тягловою силою замість автотранспорту, вивченням Закону Божого замість наук, тілесними покараннями, носінням борід чоловіками, «домостроєм» і т.д. (алюзивні асоціації виводять на Салтикова-Щедріна, де останній градоначальник міста Глупова «в'їхав на білому коні, спалив гімназію і скасував науки», і на вже згадуваного Солженіцина, який, незважаючи на вказану Войновичем їх відмінність з Карнаваловим, також був прихильником відновлення літери ять в російській абетці і навіть написав наукове дослідження з цього предмету).

## Оцінка Войновичем сучасної Росії
На думку Войновича багато з того, що він описав у романі, збулось у сучасній Росії.